# غاق مكلل
غاق مكلل (الاسم العلمي: Phalacrocorax coronatus) هو نوع من الطيور يتبع جنس الغاق من الفصيلة الغاقيات.